# Oplegnathus
Oplegnathus är ett släkte av fiskar. Oplegnathus ingår i familjen Oplegnathidae.
Arterna förekommer i Stilla havet och Atlanten, främst kring södra Australien, Japan, Galapagosöarna och Peru samt södra Afrika. De största familjemedlemmarna når en längd av 90 cm. De äter huvudsakligen rankfotingar och blötdjur. Olika arter fiskas som matfiskar. Det vetenskapliga namnet är troligen bildat av de grekiska orden (h)oplon (vapen) och gnathos (käke). Den första delen kan även ha ordet (h)ople (hästhov) som ursprung.
Oplegnathus är enda släktet i familjen Oplegnathidae.
Arter enligt Catalogue of Life:
- Oplegnathus conwayi
- Oplegnathus fasciatus
- Oplegnathus insignis
- Oplegnathus peaolopesi
- Oplegnathus punctatus
- Oplegnathus robinsoni
- Oplegnathus woodwardi